# Gretel & Hansel
Gretel & Hansel (també coneguda com Gretel & Hansel: A Grim Fairy Tale) és una pel·lícula de terror de fantasia fosca del 2020 basada en el conte de folklore alemany " Hansel i Gretel " dels germans Grimm. La pel·lícula està dirigida per l'Oz Perkins i produïda per en Fred Berger, en Brian Kavanaugh-Jones i en Dan Kagan, amb un guió d'en Rob Hayes. La Sophia Lillis i en Sam Leakey protagonitzen el film, representant els personatges titulars, juntament amb l'Alice Krige i la Jessica De Gouw. La història segueix a la Gretel i en Hansel mentre entren al bosc fosc per trobar feina i menjar, i després ensopeguen amb la casa d'una bruixa.
L'octubre de 2018 es va anunciar que Orion Pictures havia començat a desenvolupar Gretel & Hansel, una adaptació cinematogràfica basada en el folklore alemany Hansel i Gretel dels germans Grimm, amb Perkins dirigint la pel·lícula a partir d'un guió que va coescriure amb Hayes. Al mateix temps, Lillis va estar escollida per a protagonitzar la pel·lícula, amb altres actors afegits poc després, i el rodatge es va dur a terme entre novembre i desembre de 2018 a Dublín, Irlanda.
Gretel & Hansel es va estrenar a Amèrica del Nord el 31 de gener de 2020 per Orion Pictures a través de United Artists Releasing. La pel·lícula va recaptar 22 milions de dòlars a tot el món i va rebre crítiques generalment diverses i oposades, amb elogis per les seves imatges i cinematografia, així com els elements de terror i l'actuació, però crítiques pel ritme i el guió lent de la pel·lícula.

## Argument
El pròleg s'obre amb una història sobre "Un nen preciós amb un barret rosa molt bonic". Un pare s'emporta la seva filla terminalment malalta per ser curada per una bruixa, que, en fer-ho, regala a la nena habilitats sobrenaturals. A mesura que la noia creix, els vilatans acudeixen a escoltar les seves premonicions, però aviat es revela la seva naturalesa sinistra quan comença a assassinar innocents, inclòs el seu propi pare. És llavors quan la noia és abandonada al bosc, on atrau els nens a la seva mort.
L'escena canvia a l'adolescent Gretel, que també té habilitats sobrenaturals, i al seu germà petit, en Hansel. Com que el seu pare ha mort, la seva mare els envia a buscar feina. A la Gretel se li ofereix una feina de neteja, però la rebutja quan l'amo de la casa li pregunta sobre la seva virginitat. La seva mare increpa a la Gretel per no ajudar-los i els amenaça de matar-los si no surten de casa.
Els germans fugen i troben una cabana per passar la nit, però apareix un home macabro i ataca a en Hansel. Un caçador salva els germans i els porta a casa seva per passar la nit, abans d'enviar-los a buscar feina l'endemà al matí. Es perden pel bosc i comencen a morir de gana. En Hansel és atret a una casa per l'olor de pastís, i la Gretel el persegueix. Una dona anomenada Holda convida als nens a dinar i els permet quedar-se, a canvi de feina. En Hansel és enviat al bosc per practicar com fer anar una destral, mentre que la Gretel ajuda a fer la neteja. En Hansel està content amb la seva nova llar, però la Gretel sospita de l'Holda i està preocupada per les visions inquietants I els malsons que està patint. En sentir les habilitats de la Gretel, l'Holda la introdueix en la bruixeria i li ensenya a fer levitar una escombra amb ungüent volador .
En Hansel aviat desconfia de l'Holda després que descobreixi un pentagrama satànic gravat en un arbre. Els germans discuteixen aquella nit, la qual cosa fa que la Gretel forci a marxar a en Hansel, que després és enganxat a una trampa per l'Holda. La Gretel s'enfronta a la bruixa, que insisteix que li està fent un favor a la noia desfer-se d'en Hansel. Aleshores es revela que l'Holda era la mare del nen de la història; l'Holda odiava a la seva filla per haver matat el seu marit. Després d'exiliar la seva filla al bosc, l'Holda és perseguida per l'esperit de la noia fins que canibalitza els seus altres fills per obtenir el mateix poder. Des d'aleshores, l'Holda ha estat atraient els nens a la seva mort sota la disfressa d'una dona gran.
l'Holda droga a la Gretel i la tira al celler, on pretén que es mengi en Hansel. Ara, en forma de dona jove, l'Holda atrau a en Hansel a una gàbia dalt d'una gran foguera perquè pugui cuinar-lo. La Gretel aconsegueix alliberar-se i utilitza ungüent volador a les mans i la cara per fer levitar una escombra. Enganxa a l'Holda contra la paret, on s'acabarà cremant lentament sobre el foc, despertant a en Hansel del seu tràngol.
L'endemà al matí, la Gretel assegura al seu germà que l'Holda ha marxat i el torna a casa. Es dona a entendre que la seva mare ha mort I en Hansel treballarà com a llenyataire. La Gretel es queda enrere per perfeccionar el seu ofici. Veu els esperits de les víctimes de l'Holda, ara per fi lliures per passar, just quan les puntes dels seus dits comencen a tornar-se negres, com les de l'Holda.

## Repartiment i personatges
- Sophia Lillis com a la Gretel, una noia de 16 anys i germana gran d'en Hansel.[1]
- Sam Leakey com a en Hansel, el germà de 8 anys de la Gretel. Leakey està fent el seu debut com a actor.[2]
- Alice Krige com a l'Holda / la bruixa, una bruixa malvada aterridora i poderosa que viu a l'ombra del bosc fosc i segresta a la Gretel i en Hansel.[2]
  - Jessica De Gouw com a l'Holda de jove / La bruixa
- Charles Babalola com al Huntsman, un jove que ajuda a la Gretel i a en Hansel al principi de la història.[3]
- Fiona O'Shaughnessy com a mare
- Donncha Crowley com a Mestre Stripp
- Melody Carrillo com a Encantadora
- Jonathan Delaney Tynan com el pare
- Jonathan Gunning com a home demacrat
- Ian Kenny com a cavaller
- Abdul Alshareef com a cavaller
- Manuel Pombo com a cavaller
- Loreece Harrison com a dimonia
- Giulia Doherty i Beatrix Perkins (sense acreditar) com a The Beautiful Child

## Història original
Article Original: Hänsel i Gretel
En Hänsel i la Gretel són dos germans d'una família de llenyataires molt pobra. En Hänsel i la Gretel viuen amb el seu pare i la seva malvada madrastra. La seva madrastra convenç el seu pare d'abandonar-los al bosc per no haver de repartir amb ells el menjar familiar però ells poden tornar a casa seguint un rastre de pedretes que havien deixat al camí. Els nens repeteixen l'operació i aquest cop el rastre està fet d'engrunes de pa, que es mengen els ocells i, per tant, els nens es perden.
Intentant tornar, troben una caseta feta de llaminadures i xocolata. Quan estan menjant-se trossos de finestres i la tanca, surt una vella i malvada bruixa que tanca en Hänsel a una gàbia i fa de la Gretel la seva minyona. Amenaça de menjar-se el nen quan estigui gras, per això cada dia l'alimenta amb les llaminadures. En Hänsel, però, aprofita que la vella i malvada bruixa no hi veu bé i mostra un osset de pollastre quan ella li diu que tregui el dit per la gàbia per veure si s'ha engreixat.
Un dia, farta d'esperar, ordena a la Gretel que prepari una olla de foc bullint per cuinar-los a tots dos. Quan s'apropa per veure si està prou calenta, la Gretel empeny la vella i malvada bruixa a dins de l'olla de foc bullint, allibera el seu germà Hänsel i surten corrent agafant les joies, la fortuna, les monedes i la riquesa de la vella i malvada bruixa i llaminadures per al camí. Viuen feliços per sempre amb el seu pare amb les noves riqueses de la vella i malvada bruixa.

## Producció
L'octubre de 2018, el Hollywood Reporter va escriure que Orion Pictures havia començat a desenvolupar una adaptació cinematogràfica del conte de folklore alemany Hansel and Gretel, amb l'Oz Perkins dirigint un guió que havia escrit conjuntament amb em Rob Hayes i la Sophia Lillis com a protagonista. El productor de Sinistre, Brian Kavanaugh-Jones i el productor de L'autòpsia de la Jane Doe, Fred Berger, socis d'Automatik Entertainment, van ser anunciats com a productors, amb la Sandra Yee Ling i la Macdara Kelleher com a productores executives. Hayes finalment va rebre l'únic crèdit del guió.
El novembre de 2018, en Charles Babalola va ser escollit com el Caçador, un nou personatge que ajuda a la Gretel i a en Hansel a navegar pel bosc. L'abril de 2019, l'Alice Krige, la Jessica De Gouw i en Sam Leakey es van unir al repartiment, amb Leakey fent el seu debut com a actor.
Perkins va explicar en una entrevista que el títol es va canviar perquè aquesta versió se centra en la Gretel:
| « | "És molt fidel a la història original. En realitat només hi ha tres personatges principals: Hansel, Gretel i la Bruixa. Hem intentat trobar la manera de fer que sigui més una història de la majoria d'edat. Volia que Gretel fos una mica més gran que Hansel, així que no se sentia com dos nens de 12 anys, més aviat un de 16 i un de 8. Hi havia més sensació com que Gretel havia de portar Hansel per tot arreu on va, i com això pot impedir la pròpia evolució, com els nostres lligams i les coses que estimem poden a vegades interferir en el nostre creixement." | » |

La fotografia principal de la pel·lícula va començar el 9 de novembre de 2018 a Dublín, Irlanda, i va acabar el desembre de 2018. El rodatge i els rodatges addicionals van començar el gener de 2019 a Langley, Colúmbia Britànica, Canadà.

### Música
La partitura va ser composta per en Robin Coudert, també conegut pel seu nom artístic, Rob. Tenint en compte la banda sonora, en Rob va evitar fer servir temes orquestrals simfònics típics per crear una partitura de pel·lícula única dient: "Em sembla essencial crear melodies que puguem cantar o xiular, ja que, en el cinema de terror, sol ser tot el contrari, on la música més aviat té una tendència cap a l'estructura i l'abstracció. Per a aquest projecte, que és una pel·lícula sobre nens, semblava important tenir-ho". La banda sonora va ser publicada per Waxwork Records el 2020 com a LP únic.

## Estrena
La pel·lícula es va estrenar el 31 de gener de 2020 per United Artists.
A Espanya es va estrenar el 23 de juliol del mateix any.

## Rebuda

### Taquilla
Als Estats Units i al Canadà, la pel·lícula es va estrenar juntament amb The Rhythm Section, i es va projectar una recaptació de 4 a 7 milions de dòlars en 3.000 sales de cinema el cap de setmana d'obertura. La pel·lícula va guanyar 2,3 milions de dòlars el primer dia (inclosos 475.000 dòlars de les previsualitzacions de dijous a la nit). Va debutar amb 6,1 milions de dòlars, i va quedar quarta.